# 화사한 그녀
《화사한 그녀》는 2023년에 개봉한 대한민국의 범죄 영화이다.

## 캐스팅

### 주연
- 엄정화 : 이지혜 역
- 송새벽 : 박완규 역
- 방민아 : 이주영 역

### 조연
- 김재화 : 쿠미코 역
- 손병호 : 박기형 역
- 박호산 : 조루즈 역
- 김성식 : 김현우 역
- 박성웅
- 정영주 : 미자 역
- 박진우 : 갑덕 역
- 배준수: 최형사 역
- 진세희 : 미술과 대학생 역
- 정인기 : 김 팀장 역
- 조한준 : 민준 역